# Modes rythmiques

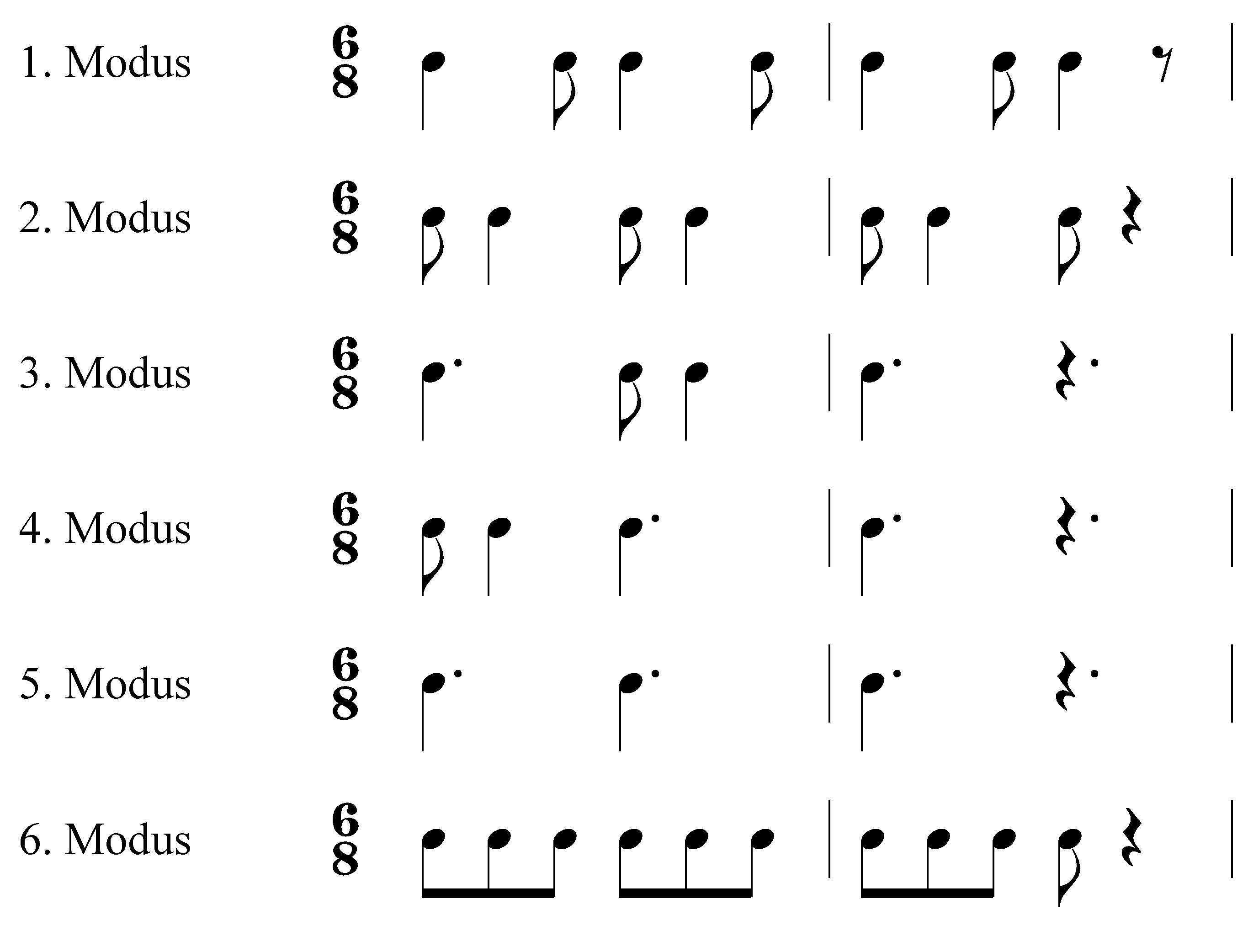
Modes rythmiques

En musique médiévale, les modes rythmiques sont des modèles de longues et/ou courtes durées (ou rythmes). La valeur de chaque note n'est pas déterminée par la forme de la note écrite (comme c'est le cas pour la notation musicale européenne plus récente), mais plutôt par sa position au sein d'un groupe de notes , et par sa position par rapport aux autres ligatures.  

## Histoire
La notation modale a été développée par les compositeurs de l'école de Notre-Dame de Paris de 1170 à 1250, remplaçant le rythme pair et non mesuré de la polyphonie et du plain-chant par des motifs basés sur les pieds métriques de la poésie classique, et fut le premier pas vers le développement de la notation  moderne.   

## Utilisation
Bien que l'utilisation des modes rythmiques soit un élément caractéristique de la musique de l'école de Notre-Dame, en particulier des compositions de Pérotin, ils sont également présents dans une grande partie du reste du corpus de la musique de l'Ars antiqua. 
En effet, les types de composition imprégnés par les rythmes modaux comprennent les organa de l'école de Notre-Dame (les plus célèbres étant les organa tripla et quadrupla de Pérotin), les conduits, les clausules d'organum, mais aussi, plus tard dans le siècle, les motets de Pierre de la Croix et d'autres compositeurs anonymes, avec des rythmes souvent plus complexes qu'au début du siècle : il arrivait par exemple que chaque voix chante dans un mode différent, ainsi que dans une langue différente.

## Classification
Dans la plupart des sources, il y a six modes rythmiques, comme l'explique le traité anonyme De mensurabili musica, datant d'environ 1260 (anciennement attribué à Jean de Garlande, dont on pense maintenant qu'il ne l'a édité qu'à la fin du XIIIe siècle, pour Jérôme de Moravie, qui l'a intégré dans sa propre compilation). Chaque mode consiste en un court motif de valeurs de notes longues et courtes (« longa » et « brevis ») correspondant à un pied métrique, comme suit :
| Séquence rythmique | Scansion | Notation moderne      | Mode                      |
| ------------------ | -------- | --------------------- | ------------------------- |
| Long-court         | — ∪      | blanche · noire       | trochée (premier mode)    |
| Court-long         | ∪ —      | noire · blanche       | iambe (deuxième mode)     |
| Long-court-court   | — ∪ ∪    | .                     | dactyle (troisième mode)  |
| Court-court-long   | ∪ ∪ —    | .                     | anapeste (quatrième mode) |
| Long-long          | — —      | . .                   | spondée (cinquième mode)  |
| Court-court-court  | ∪ ∪ ∪    | noire · noire · noire | tribraque (sixième mode)  |

Les deux premiers et le dernier mode sont qualifiés de justes, recti en latin, parce que les longues y valent deux brèves de sorte que le motif de base compte trois temps, Trinité oblige. Les autres sont dits outre mesure, ultra mensuram, parce que les longues y valent trois brèves et réciproquement deux brèves en valent trois, de manière que le motif de base ne compte pas quatre mais deux fois trois temps.